# Абхазо-абазинские языки

Абхазо-абазинская ветвь на карте языков Кавказа
Абхазо-абазинские языки.

Абха́зо-абази́нские языки́ — ветвь абхазо-адыгской языковой семьи, наряду с убыхской и адыгской ветвями составляющая эту самую семью. Носители языков — в основном абхазы и абазины — народ одного происхождения.

## Состав
- Абхазский язык — язык, распространённый в Закавказье, преимущественно на территории Абхазии. Представители говорят на двух диалектах: абжуйском и бзыпском. Остальные диалекты используются в мухаджирами в Турции.
- Абазинский язык — язык, распространённый на Северном Кавказе (преимущественно Абазинский район Карачаево-Черкесии). Существует два диалекта: ашхарский (сохранивший более абхазскую примесь) и тапантский (потерпевший влияние адыгских и тюркских языков).
- Садзский язык/диалект — диалект, на котором говорили прибрежные садзы. Его стоит выделить отдельно, поскольку некоторые учёные считают, что садзский — это диалект не абхазского, а абазинского. О. Х. Бгажба и З. С. Лакоба в своей книге по истории Абхазии называют его чем-то средним между абхазским и абазинским и выделяют как отдельный язык[1]. Так или иначе, садзы себя не делили на абхазов и абазин. Садзский распространён в Турции.